# Medea (film)
Medea er en dansk dramafilm fra 1988 instrueret af Lars von Trier. Filmen er baseret på et manuskript af Carl Th. Dreyer, som er en bearbejdelse af Euripides' tragedie Medea. Medvirkende tæller blandt andre Udo Kier, Kirsten Olesen og Henning Jensen med flere. 
Filmen havde dansk premiere den 1. april 1988.

## Medvirkende
- Udo Kier som Jason
- Dick Kaysø som Jasons stemme
- Kirsten Olesen som Medea
- Henning Jensen som Kreon
- Solbjørg Højfeldt som ammen
- Preben Lerdorff Rye som pædagogen
- Baard Owe som Aigeus
- Jonny Kilde som Store dreng
- Richard Kilde som Lille dreng
- Ludmilla Glinska som Glauce
- Mette Munk Plum som Glauces stemme
- Vera Gebuhr som ældre terne